# Microsoft Word
Microsoft Word è un programma di videoscrittura prodotto da Microsoft, distribuito con licenza commerciale. È parte della software suite di software di produttività personale Microsoft Office ed è disponibile per i sistemi operativi Windows e MacOS.

## Storia
La prima versione risale al 1983 e fu disponibile per il sistema operativo DOS. Nel 1984 venne creata la versione per Macintosh e fu uno dei primi programmi importanti per questa piattaforma. La versione per Windows fu distribuita nel 1989.
Pur essendo considerato uno dei prodotti di punta di Microsoft, nonché uno dei programmi più importanti di Windows, Word fu parte determinante del successo della piattaforma "rivale" Macintosh. Inoltre, il progetto Windows nacque proprio per dotare Word (ed Excel) di un'interfaccia grafica sulla piattaforma DOS.

Word 5.5 su DOS.

Word 6.0 su Windows XP.

Il 26 marzo 2014 Microsoft concede al Computer History Museum di pubblicare, sotto una licenza a uso esclusivamente consultativo e non commerciale, i sorgenti della versione 1.1a di Word.

## Descrizione generale

### Caratteristiche e funzionalità
Con questo programma si può formattare il testo utilizzando la barra degli strumenti situata in alto. Presenta inoltre funzioni che consentono di creare documenti visivamente gradevoli senza essere grafici esperti. Il programma include poi funzioni di disegno di base, con le quali si possono realizzare semplici forme sia 2D sia 3D; comprende anche la funzione WordArt, che si può utilizzare per creare dei titoli colorati con effetti 3D, personalizzabili. Si possono anche inserire nel documento immagini o fotografie (e modificarle all'interno del documento stesso con strumenti quale bianco/nero, saturazione, ritaglio e altri). Supporta diversi formati di file, come l'HTML e .rtf, la versione 2010 ha introdotto la possibilità di salvare documenti in .pdf, mentre dalla versione 2013 in poi sono state aggiunte funzionalità di modifica. In maniera simile a Excel, su Word (a partire dalla versione del 2003) è consentito inserire funzioni matematiche. È possibile, inoltre, nella versione 2010 del prodotto, rimuovere lo sfondo automaticamente alle immagini.

### Interfaccia grafica
L'interfaccia grafica di Microsoft Word è di tipo WYSIWYG, metafora poi seguita anche dalle interfacce di editing che si sono sviluppate in ambito web, come in blog e spazi personali. Questa interfaccia permette di vedere istantaneamente il risultato ottenuto, evitando di dover spendere ulteriore tempo a revisionare la formattazione del testo inserendo parti di codice per ottenere il risultato voluto (vedi LaTex).

Word Online.

## I formati principali

### Documento di Word
L'estensione .doc, abbreviazione del termine inglese "document" (documento), veniva usata originariamente in informatica per indicare i file contenenti testo non formattato su una vasta gamma di sistemi operativi. Nel 1980 si iniziò a utilizzare questa estensione per indicare i file nel formato proprietario del software WordPerfect. Vista l'ampia diffusione che ebbe WordPerfect l'estensione .doc originariamente usata per testo non formattato incominciò a essere associata sempre più al testo dotato di formattazione.
Questa associazione divenne ancora più forte nel 1983 quando Microsoft incominciò a usare l'estensione .doc associandola ai file in formato proprietario prodotti da Microsoft Word. L'enorme diffusione di Microsoft Word fece sì che il significato originale dell'estensione .doc andasse perso e oggi questa estensione indica quasi sempre i file di testo formattati da questo programma.
L'estensione .doc è stata utilizzata fino alla versione 2003 di Microsoft Word, mentre poi, a partire dalla versione 2007, il nuovo formato predefinito è .docx.

### Office Open XML

Microsoft Word 2002 (parte di Office XP)

Gli utenti che non possiedono una licenza di Microsoft Word non possono sempre visualizzare correttamente i documenti da esso generati e salvati nel formato proprietario ".doc". Microsoft per risolvere questo problema ha adottato il formato .docx, simile al formato .odt (OpenDocument text) usato tradizionalmente da OpenOffice e LibreOffice, ma con alcune parti di codice proprietario. Essenzialmente, vengono prodotti dei file con la descrizione XML del documento che poi vengono compressi con ZIP per ottenere un unico file di dimensioni ridotte.
Rispetto al precedente formato di file con estensione .doc permette ulteriori effetti, soprattutto per quanto riguarda le dimensioni dei caratteri. Inoltre, permette di applicare alle immagini cornici sfumate e altri effetti, come il riflesso.
Dal gennaio 2003 Novell ha aggiunto il supporto a Office Open XML in OpenOffice.org. Successivamente, Microsoft ha fornito tale supporto anche agli utenti di Office per Mac.
Da Office 2007 e seguenti è possibile aprire, modificare e salvare documenti in questo formato basato su Office Open XML nativamente, mentre per chi usa Office 2000/XP/2003 Microsoft ha distribuito un add-in gratuito. Da notare che dal 2008 tale formato è stato accettato come standard internazionale sottocodice ISO/IEC DIS 29500.

### Critiche
I file .doc contengono spesso altre informazioni oltre alla formattazione del testo, come, ad esempio, la lista delle operazioni annullate oppure degli script, che a loro volta sono un problema poiché possono costituire una minaccia alla sicurezza del sistema operativo Windows. Il formato .doc è di proprietà di Microsoft, che inizialmente non ne aveva rivelato le specifiche di funzionamento. Nonostante ciò, era possibile creare e modificare documenti in questo formato anche con altri programmi, grazie a un lungo lavoro di ingegneria inversa effettuato dagli sviluppatori. In seguito, Microsoft ha reso disponibile al pubblico le specifiche del formato, in vista del processo di creazione dell'Office Open XML. I file creati con OpenOffice.org e con altri programmi possono però non essere visualizzati esattamente allo stesso modo se aperti con il programma di Microsoft (e viceversa), mentre anche i file creati con determinate versioni di Microsoft Office, come la 95 e la 97, non sono del tutto compatibili con le versioni 2000 e successive.

## Comandi per scelte rapide
L'utilizzo di Ctrl, Alt e ⇧ Maiusc combinati a lettere o tasti funzione (F1 - F12) permettono in numerosi programmi di eseguire rapidamente delle operazioni direttamente da tastiera, senza utilizzare il mouse.
In Word, esistono utili comandi di formattazione rapida, che operano su un testo selezionato in precedenza con il mouse. Eccone alcuni relativi all'edizione localizzata per l'Italia:
- Ctrl+G: attiva o disattiva la formattazione del testo in grassetto.
- Ctrl+I: attiva o disattiva la formattazione del testo in corsivo (cd italico).
- Ctrl+S: attiva o disattiva la sottolineatura del testo selezionato.
- Ctrl+K: formatta il testo come un collegamento a un sito Web.
- Ctrl+N: apre un nuovo documento vuoto.
- Ctrl+C: copia un testo.
- Ctrl+X: taglia un testo.
- Ctrl+V: incolla un testo.
- Ctrl+Z: annulla l'ultima operazione.
- Ctrl+Y: ripete l'ultima operazione annullata.
- Ctrl+⇧ Maiusc+C: copia la formattazione.
- Ctrl+⇧ Maiusc+V: incolla la formattazione.
- Ctrl+⇧ Maiusc+>: aumenta la dimensione del font dei caratteri.
- Ctrl+<: diminuisce la dimensione del font dei caratteri.
- ⇧ Maiusc+F7: attiva il dizionario di Microsoft Word, il Thesaurus

## Cronologia delle versioni
Versioni per Microsoft Windows:
| Anno | Nome                  | Versione | Commenti |
| ---- | --------------------- | -------- | --- |
| 1989 | Word per Windows 1.0  | 1.0      | nome in codice Opus the Penguin |
| 1990 | Word per Windows 1.1  | 1.1      | nome in codice Bill the Cat |
| 1990 | Word per Windows 1.1a | 1.1a     | per Windows 3.1 |
| 1991 | Word per Windows 2.0  | 2.0      | nome in codice Spaceman Spiff |
| 1993 | Word per Windows 6.0  | 6.0      | nome in codice T3 (rinominato T6 per portare la numerazione della versione di Windows in linea con la versione DOS, Macintosh e WordPerfect, il word processor che al tempo era l'unico competitore; anche una versione 32-bit solo per Windows NT) |
| 1995 | Word 95               | 7.0      | incluso in Microsoft Office 95 |
| 1997 | Word 97               | 8.0      | incluso in Microsoft Office 97 |
| 1998 | Word 98               | 8.5      | venduto in bundle con Microsoft Office 97 versione "Powered By Word 98", distribuita solo in Giappone e Corea |
| 1999 | Word 2000             | 9.0      | incluso in Microsoft Office 2000 |
| 2001 | Word 2002             | 10.0     | incluso in Microsoft Office XP |
| 2003 | Office Word 2003      | 11.0     | incluso in Microsoft Office 2003 |
| 2006 | Office Word 2007      | 12.0     | incluso in Microsoft Office 2007; distribuito alle aziende il 30 novembre 2006, distribuito agli utenti privati il 30 gennaio 2007 |
| 2010 | Word 2010             | 14.0     | incluso in Microsoft Office 2010 |
| 2013 | Word 2013             | 15.0     | incluso in Microsoft Office 2013 |
| 2015 | Word 2016             | 16.0     | incluso in Microsoft Office 2016 |
| 2018 | Word 2019             | 17.0     | incluso in Microsoft Office 2019 |
| 2021 | Word 2021             | 18.0     | incluso in Microsoft Office 2021 |
| 2023 | Word di Microsoft 365 | 19.0     | incluso in Microsoft 365 |

Nota: la versione "13" non è mai esistita per via di superstizioni.
Versioni per Macintosh (Mac OS e Mac OS X):
| Anno | Nome      | Note |
| ---- | --------- | --- |
| 1985 | Word 1    | |
| 1987 | Word 3    | |
| 1989 | Word 4    | parte di Office 1.0 e Office 1.5 |
| 1991 | Word 5    | - parte di Office 3.0 - richiede System 6.0.2, 512 kB di RAM (1 MB per 5.1, 2 MB per la correzione ortografica e il thesaurus), 6.5 MB di spazio libero su disco rigido - ultima versione che supporta i Mac basati su 68000 |
| 1992 | Word 5.1  | parte di Office 3.0 |
| 1993 | Word 6    | - parte di Office 4.2 - condivide codice e interfaccia utente con Word per Windows 6 - richiede System 7.0, 4 MB di RAM (meglio se 8 MB), almeno 10 MB di spazio libero su disco rigido, CPU 68020                           |
| 1998 | Word 98   | - parte di Office 98 Macintosh Edition - richiede Mac basato su PowerPC |
| 2000 | Word 2001 | - parte di Microsoft Office 2001 - ultima versione compatibile con Classic Mac OS |
| 2001 | Word v. X | - prima versione riservata solo al macOS, allora noto come MacOS X |
| 2004 | Word 2004 | parte di Office 2004 |
| 2008 | Word 2008 | parte di Office 2008 |
| 2010 | Word 2011 | parte di Office 2011 |
| 2015 | Word 2016 | parte di Microsoft 365 |

Versioni per MS-DOS
| Anno | Nome     | Commenti                                                              |
| ---- | -------- | --------------------------------------------------------------------- |
| 1983 | Word 1   |                                                                       |
| 1985 | Word 2   |                                                                       |
| 1986 | Word 3   |                                                                       |
| 1987 | Word 4   |                                                                       |
| 1989 | Word 5   |                                                                       |
| 1991 | Word 5.1 |                                                                       |
| 1991 | Word 5.5 | prima versione DOS che usa una interfaccia simile a quella di Windows |
| 1993 | Word 6.0 |                                                                       |

Versioni per Atari ST:
| Anno | Nome            | Commenti                                       |
| ---- | --------------- | ---------------------------------------------- |
| 1988 | Microsoft Write | una conversione di Microsoft Word 1.05 per Mac |

Versioni per OS/2:
| Anno | Nome                                  | Commenti |
| ---- | ------------------------------------- | -------- |
| 1992 | Microsoft Word per OS/2 versione 1.1B |          |

## Loghi

Logo di Microsoft Word 2000-2003
Logo di Microsoft Word 2007
Logo di Microsoft Word 2013-2019
Logo di Microsoft Word 2019